# Mūsawī
Mūsawī (in arabo موسوي‎?) è una nisba, comune tra i musulmani iraniani sciiti, malgrado sia di origine araba. 
La nisba implica che la persona è una discendente diretta del settimo imam sciita duodecimano Musa al-Kazim ibn Jaʿfar al-Ṣādiq. Altre traslitterazioni che è possibile incontrare sono: Musawi, Mosavi, Mousawi, Musawi (traslitterazione araba), "Mousavi" o Musavi (traslitterazione persiana), o anche Moussaoui (traslitterazione francofona), Moosawi (traslitterazione talora anglofona) Al Mosawi (traslitterazione anglofona).

## Personaggi di rilievo che hanno portato lanisbaMusavi / Musawi
- Ruhollah Musavi Khomeini — salito al potere in Iran dopo la Rivoluzione Islamica del 1979
- Abdorrahim Musavi
- Ayatollah Sayyid Mir Hamid Hussain Musavi Kintoori Lakhnavi
- Abul-Hasan Mohammad Ben al-Hossein al-Musavi
- Mujtaba Musavi Lari
- Abbas al-Musawi
- Husayn al-Musawi
- Mohammed Moussaoui (Presidente del Consiglio francese della fede islamica)
- Ibrahim Mousawi
- Zakariyya Musawi (presunto terrorista islamista)
- Syed Ali Raza Moussaoui
- Mir Hosein Musavi, già Primo ministro d'Iran